# 普天滿宮
26°17′34.5″N 127°46′38″E / 26.292917°N 127.77722°E
普天滿宮是日本沖繩縣的一座神社，位於宜野灣市的普天間。它是琉球八社之一，也是宜野灣市唯一一座神社。

## 历史
普天滿宮建於一個全長約280m的鐘乳洞中。琉球第一尚氏王朝尚金福王至尚泰久王在位期間，在這個鐘乳洞裡建立了琉球第一座神社——普天滿宮。普天滿宮融合了日本神道和琉球神道的元素，祭祀日本神道熊野權現中的天照大神、家都御子神、伊奘諾尊、速玉男尊、事解男尊，以及琉球神道中日之神、龍宮神（ニライカナイ神）、普天滿女神（グジー神）、天神、地神、海神六位神祇。
1945年沖繩島戰役之中，普天間宮的社掌持神體逃往沖繩島南部的糸滿村避難。戰後，普天間宮被美軍接收。琉球人在具志川村（今宇流麻市）建立假之宮，以繼續祭祀。1949年，美軍將該地還給琉球人，神體遷回原址繼續供奉。

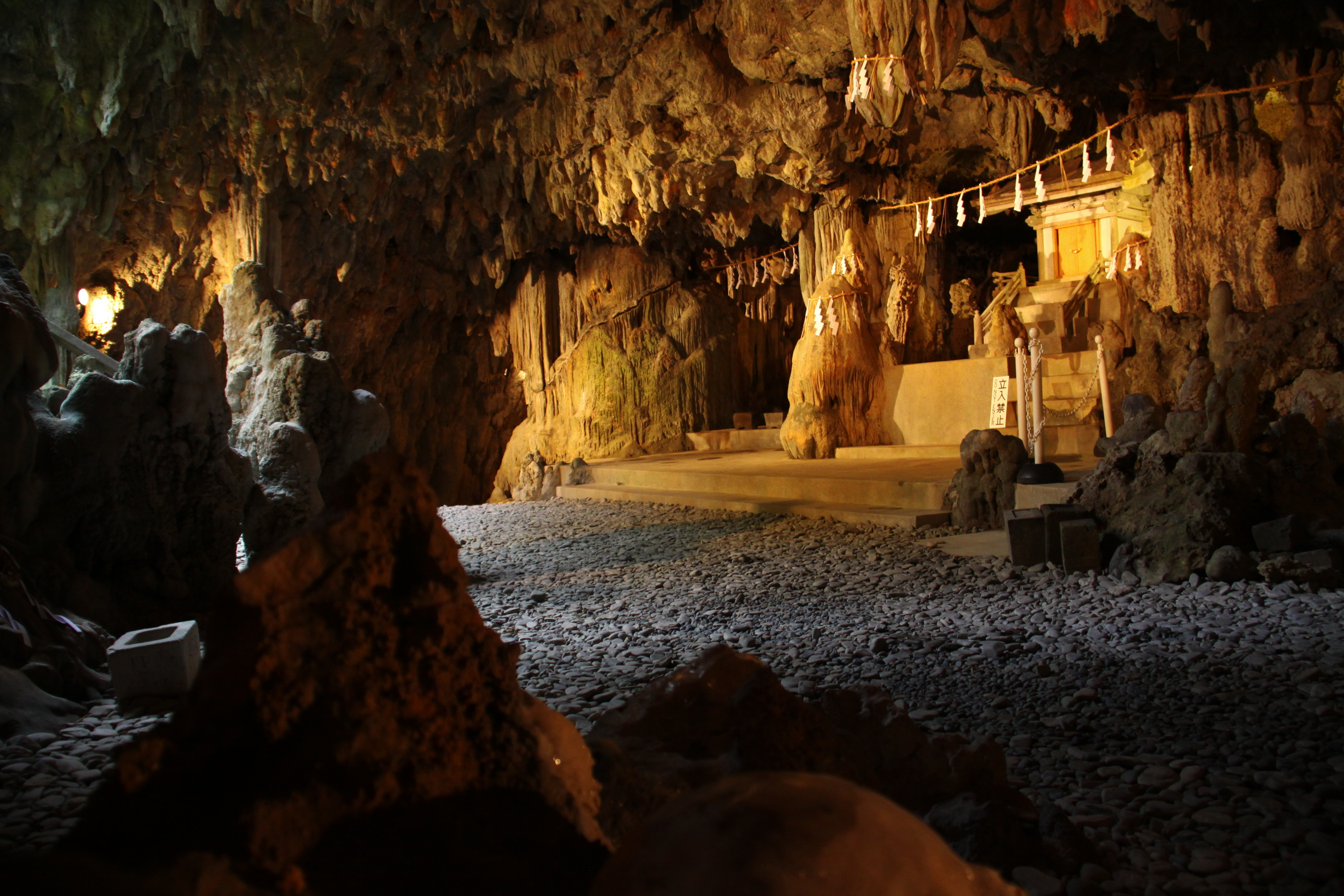
普天滿宮洞穴中的奧宮